# Нешто из живота
Нешто из живота је југословенски телевизијски филм из 1980. године. Режирао га је Александар Мандић, а сценарио је написао Милош М. Радовић по сопственој причи „Љубав и крава“.